# Santa Maria d'Agullana
L'església parroquial de Santa Maria d'Agullana és un església romànica situada al terme municipal d'Agullana que data del segle xii-xiii sota control del Bisbat de Girona. Va ser declarada Bé Cultural d'Interès Nacional per decret publicat al DOGC el 30-05-1984.

## Arquitectura
L'edifici presenta un molt bon estat de conservació tant interiorment com exteriorment, on només presenta un petit sobreaixecament dels murs per preservar la volta i servir alhora de fortificació, com en tantes altres esglésies de la comarca.
És un edifici d'una nau amb volta apuntada i seguida, sense arcs torals, un fals creuer poc destacat als murs laterals i un absis semicircular decorat amb un fris d'arcuacions coronades amb dents de serra, ornamentació que es repeteix en les finestres de l'absis i de la nau. L'única porta del temple és situada al centre del mur lateral de migdia de la nau i està formada per sis arcs en degradació, amb el de l'extrem decorat amb relleus a manera de sardinell i dues columnes de fust llis i prim amb capitells de decoració vegetal per banda. El timpà fou substituït per una finestra. Té un ample campanar de cadireta de dos pisos amb tres arcades l'inferior i dues el superior.
Altres obertures són en forma de finestra, de doble esqueixada i amb decoració de dents de serra. A l'absis també hi ha alguns ulls de bou, i a la part superior hi ha un fris d'arcuacions rematades amb dents de serra.

## Història
L'església de Santa Maria d'Agullana és documentada per primera vegada l'any 1019, en què fou cedida a la canònica de Girona pel bisbe Pere Rotger. Se sap que el 1362 n'eren sufragànies les esglésies de l'Estrada, de la Vajol i de Sant Julià dels Torts, i que al segle xiv i posteriors constava al nomenclàtor de la diòcesi de Girona, dins l'ardiaconat d'Empúries.
L'edifici que ha arribat als nostres dies, gairebé sense alteracions, no correspon però a l'esmentat el 1019, sinó que és una obra dels darrers moments del romànic.

## Les Campanes
Passada la Guerra Civil Espanyola l'imponent campanar de cadireta es va quedar vuit. el 2 de juliol de 1952 es varen batejar quatre de les cinc campanes actuals en una festa multitudinària que molts agullanencs recorden com "La Festa de les Campanes". El 1968 es va posar la darrera campana donada per un particular; aquesta última du el nom de "Maria del Pilar" i porta la següent inscripció en català:
#BRAÇOS EN CREU DAMUNT LA PIA FUSTA
SENYOR EMPAREU LA CLOSA I EL SEMBRAT
DONEU EL VENT EXACTE AL NOSTRE PRAT
I MESUREU LA TRAMUNTANA JUSTA#
Les cinc campanes són foses a Olot (Girona) als tallers de Barberí.
| Nom                  | Any  | Boca (cm) | Massa (kg) |
| -------------------- | ---- | --------- | ---------- |
| Pau i Maria Goretti  | 1952 | 52        | 80         |
| Eugènia i Sebastiana | 1952 | 60        | 125        |
| Crist                | 1952 | 79        | 250        |
| Maria del Pilar      | 1968 | 78        | 300        |
| Maria                | 1952 | 91        | 500        |

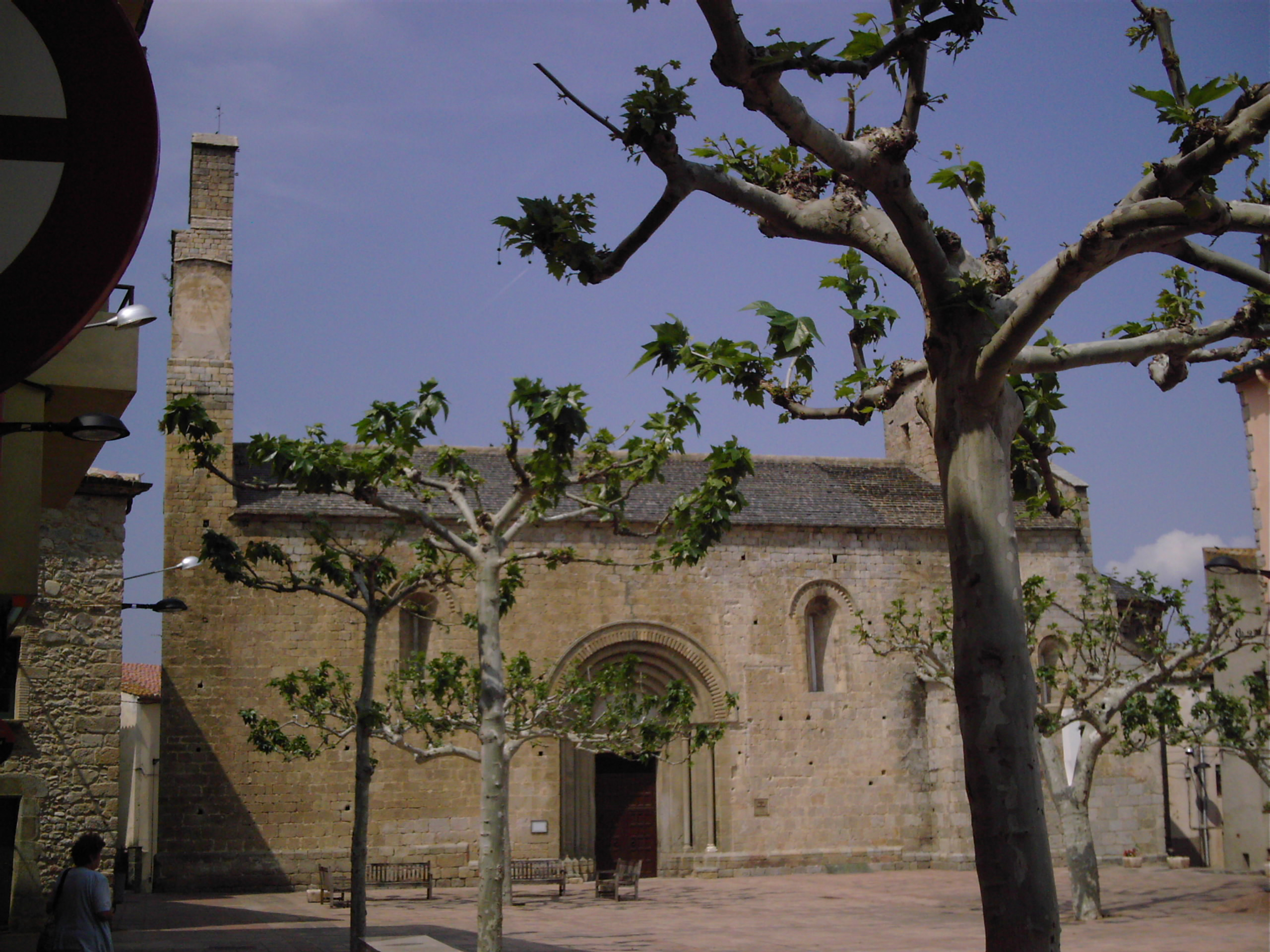
Vista lateral
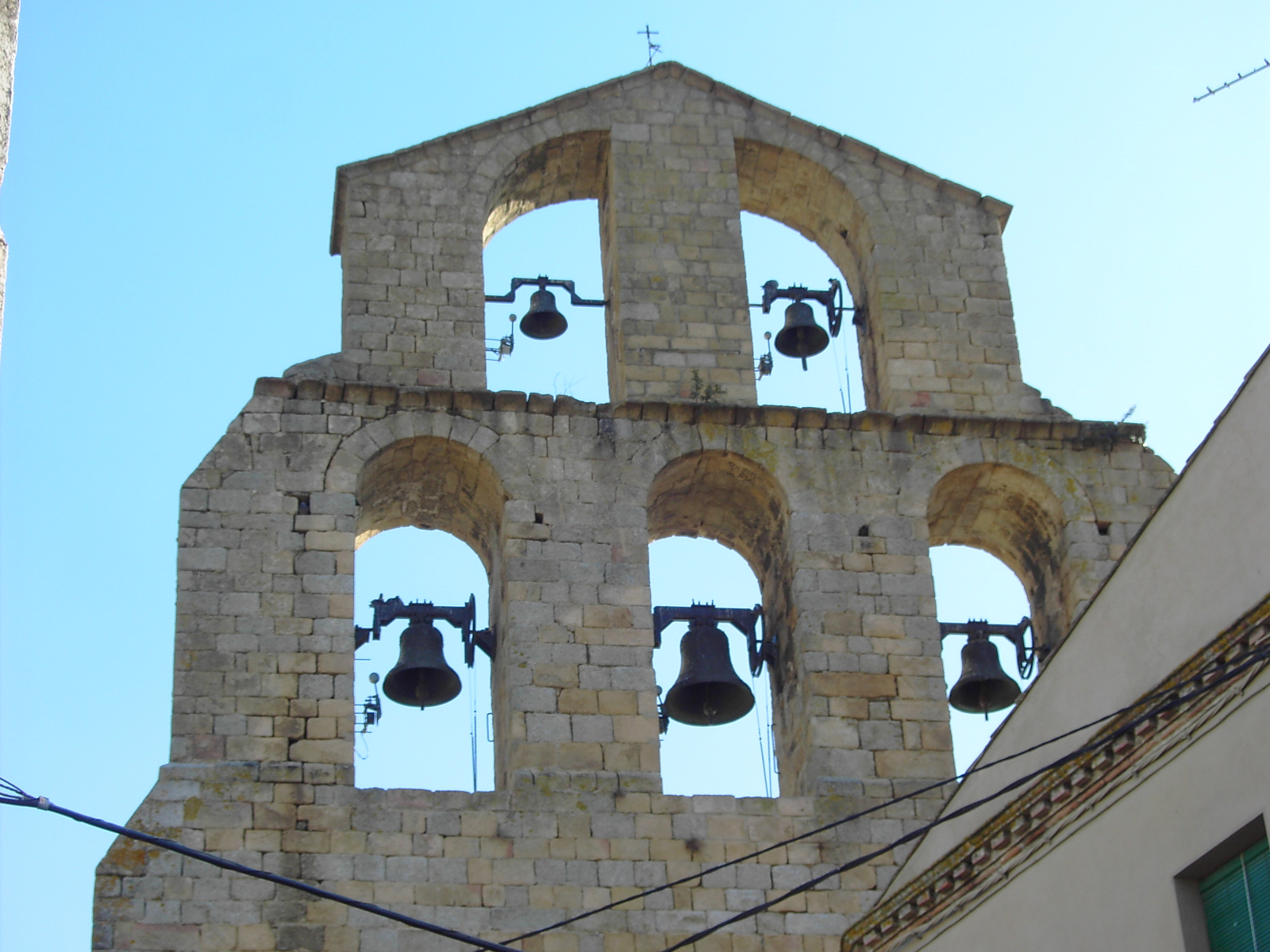
Campanar
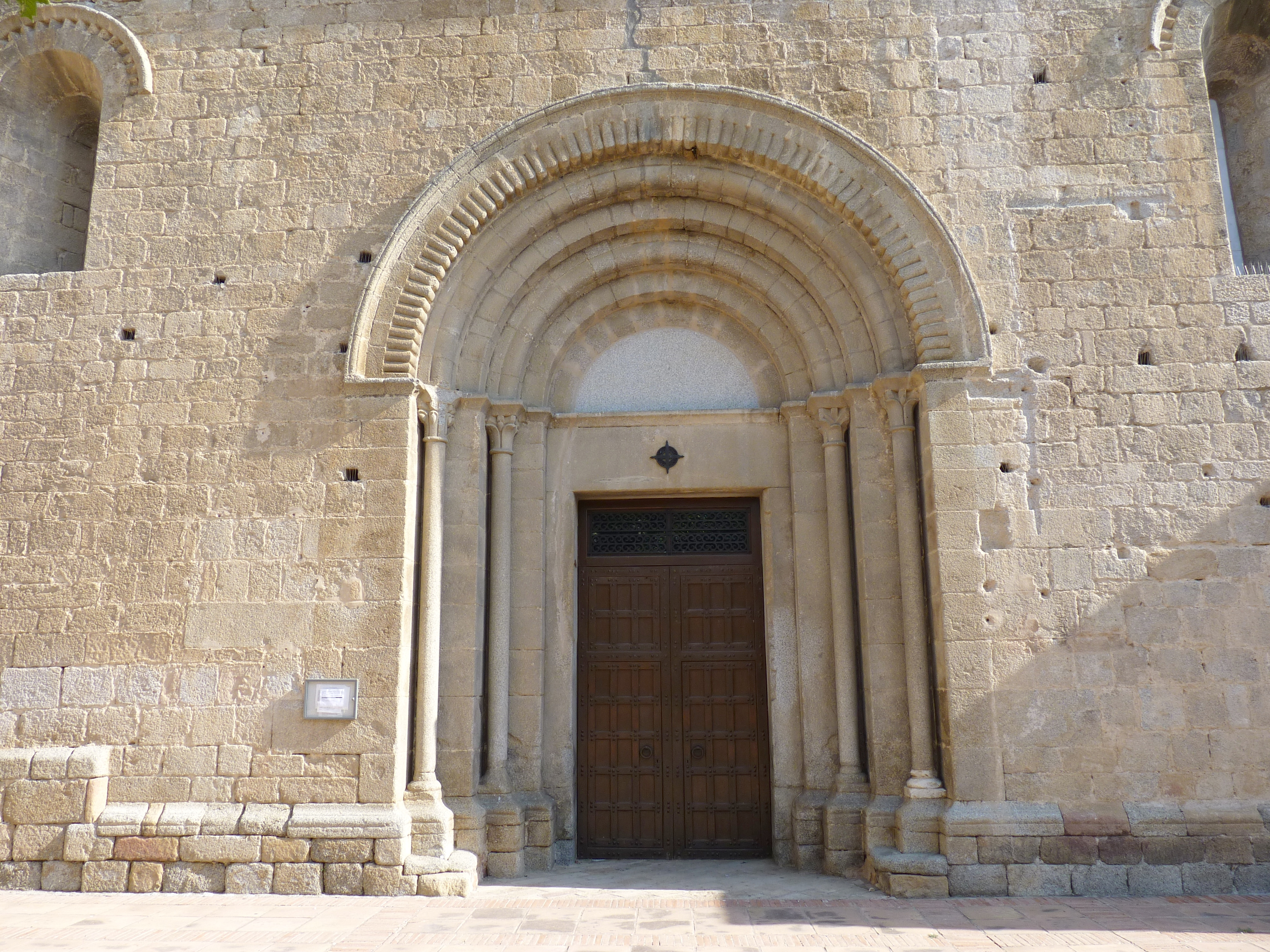
Portada
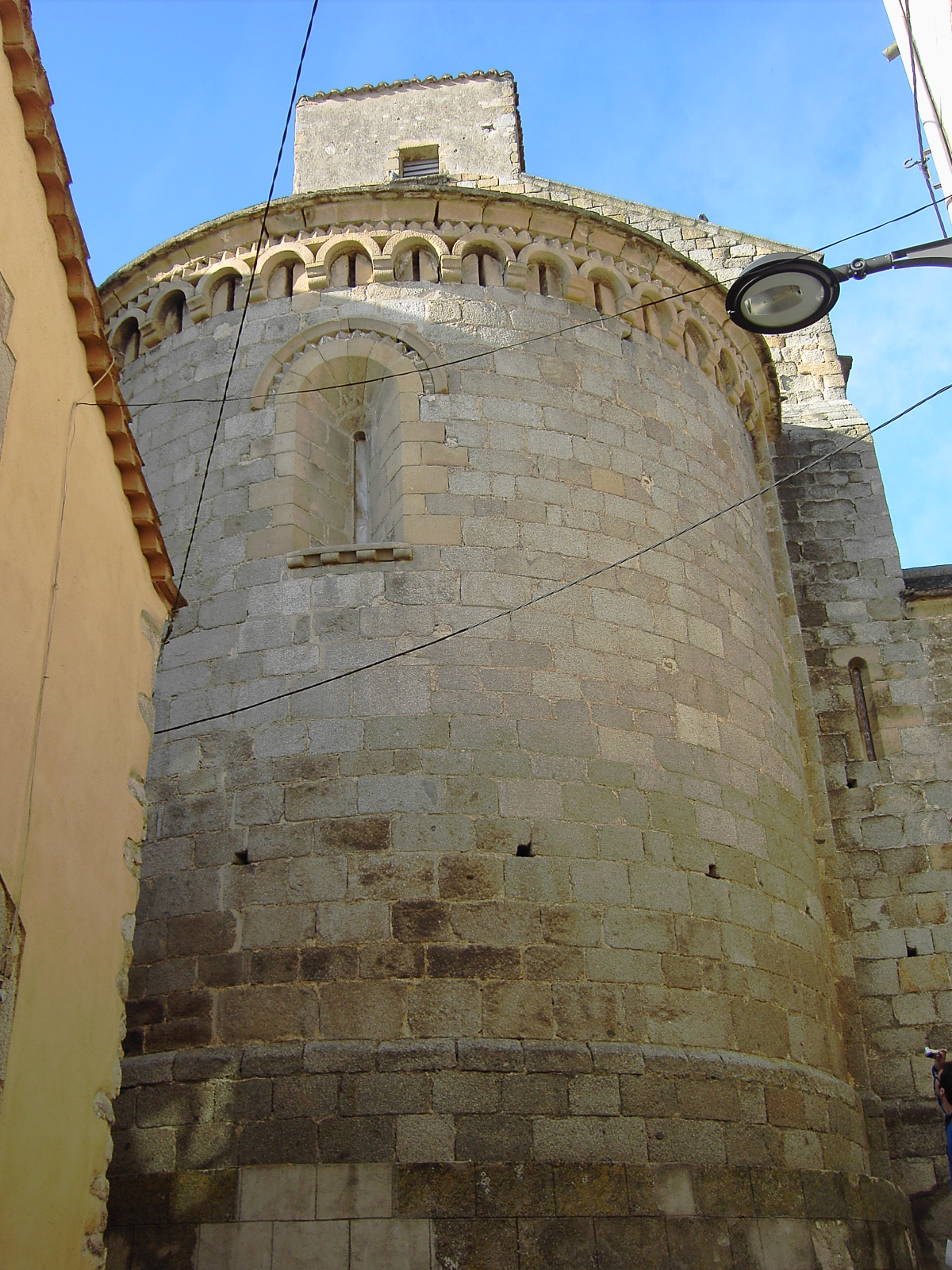
Vista exterior de l'absis